# Burgstall Pommertsweiler
Die Burg Pommertsweiler bezeichnet eine abgegangene mittelalterliche Burg am Südostrand von Pommertsweiler, einem Ortsteil der Gemeinde Abtsgmünd im Ostalbkreis in Baden-Württemberg.

## Geschichte
Erstmals wurde 1402 ein Ulrich von Schechingen mit der Burg erwähnt. 1409 ging der Burgstall in den Besitz der Herren Adelmann von Adelmannsfelden über. Im 20. Jahrhundert wurde der Burghügel eingeebnet und ist nicht mehr genau lokalisierbar.